# Torneo Nacional de Clubes 2012 (Chile)
El Torneo Nacional de Clubes de 2012 fue la tercera edición del torneo de rugby que agrupó a los equipos de diferentes regiones de Chile.

## Formato
El torneo de desarrollo en formato de eliminación directa enfrentando a los clubes de la Liga de Rugby de Chile y del Súper 12.

## Desarrollo

### Primera fase
| 6 de octubre de 2012 | Old Lions Antofagasta | 13 - 28 | Seminario La Serena |  |  |

| 6 de octubre de 2012 | Jabalíes Puerto Varas | Ganó Rucamanque | Rucamanque Rugby Club |  |  |

### Semifinales
| 27 de octubre de 2012 | Sporting Rugby Club | 40 - 31 | Old Boys |  |  |

| 27 de octubre de 2012 | Seminario La Serena | 34 - 5 | Rucamanque Rugby Club |  |  |

#### Final
| 11 de noviembre de 2012 | Sporting Rugby Club | 16 - 9 | Seminario La Serena |  |  |

| Bandera de Chile            |
| Campeón Sporting Rugby Club |
| Primer título               |